# مات برايس
مات برايس (بالإنجليزية: Matt Price)‏ هو صحفي أسترالي، ولد في 15 أكتوبر 1961، وتوفي في 25 نوفمبر 2007.